# Ай-ди (Восточная Цзинь)
Цзиньский Ай-ди (кит. трад. 晉哀帝), личное имя Сыма Пи (кит. трад. 司馬丕, пиньинь Sīmǎ Pī), взрослое имя Сыма Цяньлин (кит. трад. 司馬千齡, 341 — 30 марта 365) — десятый император империи Цзинь; шестой император эпохи Восточная Цзинь.

## Биография
Сыма Пи был старшим сыном императора Чэн-ди. Через год после его рождения император Чэн-ди скончался, и было решено, что в условиях противостояния с государством Поздняя Чжао империи нужен взрослый правитель, поэтому новым императором с тронным именем Кан-ди стал не Сыма Пи, а его дядя, Ланъе-ван Сыма Юэ, Сыма Пи же стал новым носителем титула Ланъе-ван (琅琊王). Год спустя новый император также умер, и на престол с тронным именем Му-ди был возведён его малолетний сын Сыма Дань, регентом при котором стала вдовствующая императрица Чу (вдова Кан-ди).
В 361 году 17-летний Му-ди скончался, не имея наследника, и престол, взяв тронное имя Ай-ди, занял Сыма Пи, которому к тому моменту уже исполнилось 20 лет. Так как титул «вдовствующей императрицы» (皇太后) был к тому времени уже присвоен вдове Кан-ди, то для своей матери он создал титул «вдовствующая супруга императора» (皇太妃), однако ей было выделено содержание и оказывались почести такие же, как и для вдовствующей императрицы.
В 362 году генерал Хуань Вэнь, занимавшейся отвоеванием земель севернее Янцзы, вновь потребовал возвращения столицы империи в Лоян (город был захвачен хуннским государством Поздняя Чжао в 311 году), однако император издал указ, отклонивший это требование.
В 363 году вдовствующая супруга императора Чжоу скончалась. В связи с требованиями придворного протокола, так как титул «вдовствующей императрицы» (то есть как бы матери императора) был закреплён за супругой покойного Кан-ди, император Ай-ди не смог выполнить для своей матери положенные для матери траурные церемонии, так как это бы явилось проявлением неуважения к вдовствующей императрице Чу.
В 364 году император, увлёкшийся поисками путей к бессмертию, принял алхимическую пилюлю, в результате чего серьёзно заболел. Так как он после этого не мог управлять страной, вдовствующая императрица Чу вновь стала регентом. Вскоре после этого войска государства Ранняя Янь начали наступление на Лоян, и Хуань Вэнь и Сыма Юй стали готовить контратаку, однако в начале 365 года император скончался, и контратаку пришлось отложить, в результате чего Лоян пал.

## Девизы правления
- Лунхэ (隆和 Lónghé) 362—363
- Синнин (興寧 Xīngníng) 363—365